# Amphibulus dentatus
Amphibulus dentatus är en stekelart som beskrevs av Luhman 1991. Amphibulus dentatus ingår i släktet Amphibulus och familjen brokparasitsteklar. Inga underarter finns listade i Catalogue of Life.